# برايان روبنسون (لاعب كرة قدم أمريكية)
برايان روبنسون (بالإنجليزية: Brian Robison)‏ هو لاعب كرة قدم أمريكية أمريكي، ولد في 27 أبريل 1983 في هيوستن في الولايات المتحدة.

## وصلات خارجية
- برايان روبنسون على موقع الاتحاد الدولي لألعاب القوى (الإنجليزية)
- برايان روبنسون على موقع إي إس بي إن.كوم (أن.أف.أل)3
- برايان روبنسون على موقع مرجع كرة القدم المحترفة.كوم (الإنجليزية)
- برايان روبنسون على موقع كلية كرة القدم في سبورتس رفرنس.كوم (الإنجليزية)